# Microsoft Odyssey
Odyssey (également connu sous le nom de NT6) fut le nom de code d'une version du système d'exploitation Windows, dont Microsoft commence le développement au cours de l'année 1999. Il fut présenté à l'époque comme le successeur de Windows 2000, et devait être axé sur le secteur des affaires,.
Au début de l'an 2000, Microsoft fusionne les équipes travaillant sur Odyssey et sur Microsoft Neptune, une version grand public de Windows 2000. L'équipe ainsi formée est alors chargée du développement d'un nouveau projet, portant le nom de code « Whistler »,, qui sera plus tard commercialisé sous le nom de Windows XP.
Bien qu'une version alpha (numéro 5111) fut soumise aux testeurs, Microsoft Odyssey n'a jamais été commercialisé. Paul Thurrott indique dans une interview que le système « aurait été appelé Windows NT 6.0 si Microsoft n'avait pas changé ses conventions de nommage fin 1998 », tandis que des sources anonymes citées par ZDnet parlent de « NT 5.5 ».

## Développement
Le développement d'Odyssey a commencé aux côtés du Neptune grand public en 1999 et était basé sur la base de code Windows 2000. Les fonctionnalités prévues pour Odyssey étaient les nouveaux centres d'activités ainsi qu'une nouvelle interface utilisateur,. Le numéro de version d'Odyssey est inconnu, certaines sources non vérifiées le réclamant comme NT 6.0 ou NT 5.5.
En raison des exigences matérielles élevées et du fait qu'Odyssey et Neptune étaient de toute façon basés sur la même base de code, Microsoft les a combinés pour former le nom de code Whistler, pour plus d'efficacité. Aucune version ou version d'Odyssey n'a jamais été divulguée ou publiée par Microsoft car le produit n'a jamais quitté le stade de la planification.
Des documents confidentiels du Comes vs. l'Affaire Microsoft indique qu'Odyssey était en effet en cours de développement.